# Team Senter-Merida
Das Team Senter-Merida ist ein ehemaliges Radsportteam aus Taiwan mit Sitz in Kaohsiung.
Die Mannschaft wurde 2012 gegründet und nahm als Continental Team an den UCI Continental Circuits teil. Unter demselben Namen wurde vorher bereits eine Amateurmannschaft geführt. Manager war zuletzt Chao Hsiung Chiu, der von dem Sportlichen Leiter Tung Tseng Yang unterstützt wurde.

## Saison 2013

### Abgänge – Zugänge
| Zugänge       | Team 2012 | Abgänge        | Team 2013 |
| ------------- | --------- | -------------- | --------- |
| Kun Hung Hung | Neoprofi  | Yung Hua Cheng | Unbekannt |
| En Chieh Liu  | Neoprofi  | Po Chu Chou    | Unbekannt |
|               |           | Wen Chan Hsieh | Unbekannt |
|               |           | Min Yang Li    | Unbekannt |
|               |           | Chao Yi Lin    | Unbekannt |

### Mannschaft
| Name           | Geburtstag        | Nationalität      |
| -------------- | ----------------- | ----------------- |
| Chen Yen Chen  | 18. Dezember 1989 | Chinesisch Taipeh |
| Che Wei Hu     | 26. August 1990   | Chinesisch Taipeh |
| Hsin Hua Huang | 22. Juni 1985     | Chinesisch Taipeh |
| Kun Hung Hung  | 21. Juni 1994     | Chinesisch Taipeh |
| Min Yun Li     | 9. Juli 1992      | Chinesisch Taipeh |
| Kuo Lung Liao  | 1. Juni 1985      | Chinesisch Taipeh |
| En Chieh Liu   | 21. Juni 1994     | Chinesisch Taipeh |
| Yi Hao Tseng   | 13. März 1992     | Chinesisch Taipeh |
| Po Hung Wu     | 22. Juni 1985     | Chinesisch Taipeh |

## Platzierungen in UCI-Ranglisten
UCI Asia Tour
| Saison | Mannschaftswertung | Fahrerwertung     |
| ------ | ------------------ | ----------------- |
| 2012   | 59.                | Po Hung Wu (202.) |
| 2013   | -                  | -                 |